# Mandello Vitta
Mandello Vitta (piemontiul: Mandel) település Olaszországban, Piemont régióban, Novara megyében. Lakosainak száma 226 fő (2023. január 1.). Mandello Vitta Casaleggio Novara, Landiona, Sillavengo, Vicolungo és Castellazzo Novarese községekkel határos.

## Népesség
A település lakossága az elmúlt években az alábbi módon változott:
| Lakosok száma | 232  | 234  | 226  |
|               | 2017 | 2018 | 2023 |